# נ

筆記体

נ（ヌン、ヘブライ語: נו״ן, נוּן nun）はヘブライ文字の14番目の文字。ヘブライ数字の数価は50。
ギリシャ文字のΝ、キリル文字のН、ラテン文字のNに対応する。

## 音声
歯茎鼻音/n/を表す。

## 起源
この文字の起源は明らかでない。サンプソンは魚（ヘブライ語: נון nun）と関係するかというが、文字の形は魚に似ておらず、イグナス・ゲルブに従ってこの字が本来はヘビを描いた字であって、後に「מ」(mem)からの類推で「nun」に名前が変わったのかもしれないとする。ウィリアム・オルブライトも早期の文字名称をnaḥš-とし、ヘビ（ヘブライ語: נחש naḥaš）を描いた文字に由来するとしている。ゲエズ文字では実際に対応する文字「ነ」をnähasと呼んでいるが、ダニエルズによるとゲエズ文字の文字名称は新しいもので、16世紀以前にさかのぼらない。

## 語末形
単語の終わりでは「ן」を用いる。ヌンソフィート（נו״ן סופית）という。

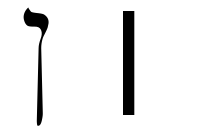
ヌンソフィート
語末形の筆記体